# Ribautia seydi
Ribautia seydi är en mångfotingart som beskrevs av Ribaut 1923. Ribautia seydi ingår i släktet Ribautia och familjen storjordkrypare.
Artens utbredningsområde är Peru. Inga underarter finns listade i Catalogue of Life.